# Ordine al merito del Regno d'Ungheria
L'Ordine al merito del Regno d'Ungheria (ungherese: Magyar Királysági Érdemrend) è stato istituito il 14 giugno 1922 dal Reggente Miklós Horthy, come onorificenza più alta del Regno d'Ungheria. Dopo la caduta della monarchia, ovvero il 14 settembre 1946, l'Assemblea nazionale ungherese decise di estinguere l'onorificenza, quindi di sostituirla con l'Ordine al merito della Repubblica d'Ungheria (ungherese: Magyar Köztársasági Érdemrend), anche se poi sciolto con la promulgazione della nuova costituzione ungherese, nel 1949. Successivamente al crollo del regime comunista in Ungheria, venne fondato l'odierno Ordine al merito ungherese, nel 1991.

## Storia
Venne fondato il 14 giugno 1922 dal reggente del Regno d'Ungheria, il vice ammiraglio Miklós Horthy; dopo la sua istituzione le regole furono cambiate numerose volte: il 23 dicembre 1935 vennero istituite due divisioni dell'ordine, ovvero quella "civile" e quella "militare", quest'ultima caratterizzata dall'insegna con spade incrociate e un nastro diverso, di colore rosso anziché verde della divisione civile. Nel 1939 venne istituita una nuova classe, ovvero la Gran Croce con la Sacra Corona di Stefano (Istvan), assegnata sia a capi di stato (presidenti o monarchi) che a capi di governo (cioè primi ministri e cancellieri). Esclusivamente ai capi di stato, poteva essere assegnata la nuova classe della Sacra Corona del Collare.
Dopo la sconfitta dell'Ungheria durante la Seconda guerra mondiale, l'abdicazione da parte del Reggente Horthy e l'abolizione della monarchia il 14 settembre 1946, l'Assemblea nazionale ungherese annullò l'ordine, sostituendolo con l'Ordine al merito della Repubblica d'Ungheria, ma imposto il governo comunista in Ungheria e promulgata la nuova costituzione ungherese il 20 agosto 1949, il nuovo ordine fu sciolto. In seguito al crollo del regime comunista in Ungheria nel 1989, è stato istituito l'Ordine al merito ungherese (ungherese: Magyar Érdemrend), che sebbene abbia un aspetto, per quanto riguarda le insegne, simile al regio ordine che lo precedeva, non si tratta di un ristabilimento, ma semplicemente di un nuovo ordine repubblicano.

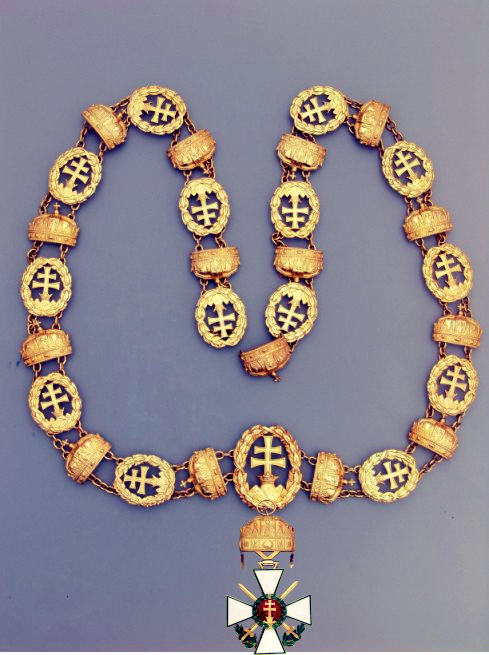
Immagine del Collare con Sacra Corona

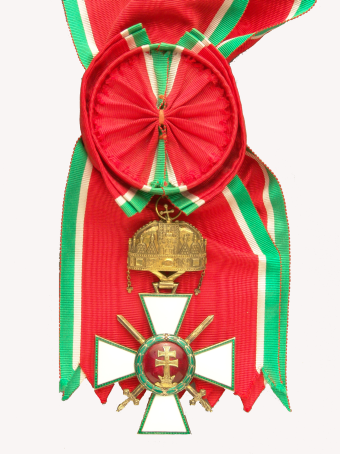
Fascia della Gran Croce Sacra Corona di Stefano, divisione militare

## Galleria d'immagini

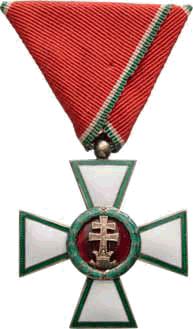
Cavaliere, divisione militare
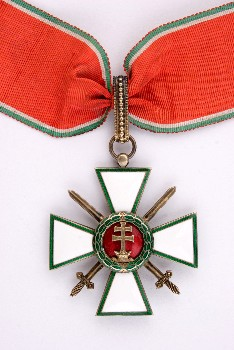
Commendatore con spade, divisione militare
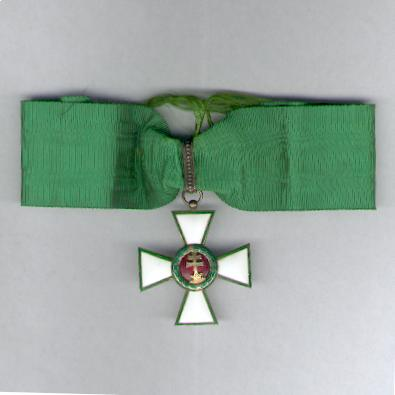
Commendatore, divisione civile
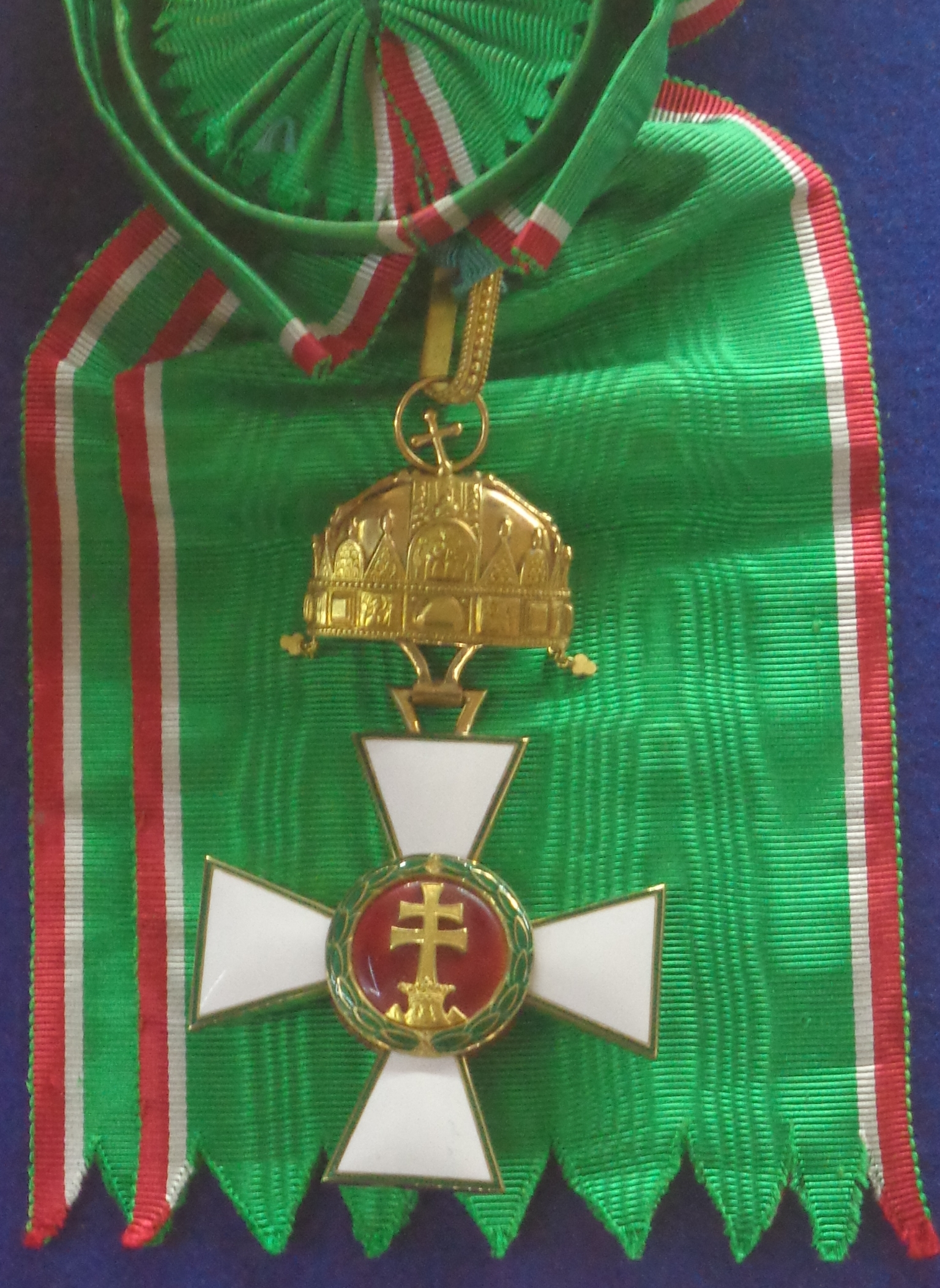
Gran Croce Sacra Corona, divisione civile
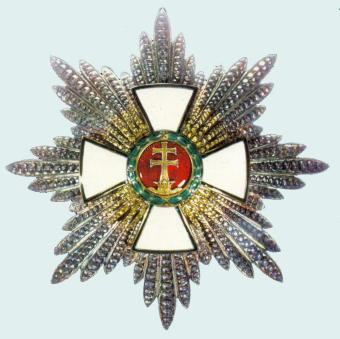
Placca Gran Croce
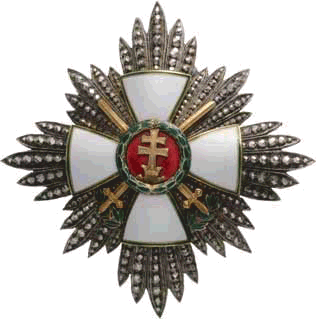
Placca di Commendatore